# Dratów
Dratów – wieś w Polsce położona w województwie lubelskim, w powiecie łęczyńskim, w gminie Ludwin. Leży nad jeziorem Dratów.
Prywatna wieś szlachecka, położona w drugiej połowie XVI wieku w powiecie lubelskim województwa lubelskiego. W latach 1975–1998 miejscowość należała administracyjnie do ówczesnego województwa lubelskiego.
We wsi znajduje się parafialna cerkiew prawosławna pod wezwaniem św. Mikołaja. 
Wieś stanowi sołectwo gminy Ludwin. Według Narodowego Spisu Powszechnego z roku 2011 wieś liczyła 631 mieszkańców.

## Historia
Dratów w wieku XV wieś w powiecie lubelskim parafii Łęczna w roku 1493 notowane jako „Dratow” w 1495 „Drzathow”. Wieś stanowiła własność szlachecką w roku 1493 Prokop opat sieciechowski potwierdza kmieciom z Dratowa posiadanie barci w lasach należących do wsi Łęczna podzielonej wówczas na część szlachecką i duchowną.
Strażnik litewski Stanisław Potocki sprzedał w 1725 roku Dratów hetmanowi polnemu koronnemu i wojewodzie podlaskiemu Stanisławowi Mateuszowi Rzewuskiemu.
Dratów w wieku XIX, wieś w ówczesnym powiecie lubartowskim, gminie i parafii Łęczna, około 1881 roku należał do dóbr Łęczna. W obrębie tych dóbr znajdują się jeziora: Dratowskie, Roguźno, Łukcze, Łokietek, Kureczków. W Dratowie jest cerkiew parafialna.
Według spisu z 1827 roku w Dratowie było 56 domów i 390 mieszkańców(Nota Bronisława Chlebowskiego SgKP)
W grudniu 1942 oddziały niemieckie rozstrzelały kilkanaście osób (zidentyfikowano 6 osób, w tym dwuletnie dziecko).

## Zabytki
- cerkiew prawosławna pw. św. Mikołaja, 1880, nr rej.: A/986 z 31.10.1989
  - cmentarz cerkiewny z aleją dojazdową, nr rej.: A/986 z 31.10.1989
- cmentarz prawosławny, nieczynny (niegrzebalny), z nagrobkami z przełomu XVIII/XIX, nr rej.: A/1642 z 26.10.2015[14]